# Caleb Porter
Caleb Porter (Tacoma, 1975. február 18. –) amerikai labdarúgó, edző. 2024 óta a New England Revolution vezetőedzője.

## Pályafutása

### Labdarúgóként
Porter a Washington állambeli Tacoma városában született. Az ifjúsági pályafutását az Indiana Hoosiers akadémiájánál kezdte.
1998-ban mutatkozott be a San Jose Clash felnőtt keretében. Az 1999-es szezonban a Sacramento Geckosnál szerepelt kölcsönben. 1999-ben a Tampa Bay Mutinyhoz írt alá.

### Edzőként
2000-től a nevelőklubjának, az Indiana Hoosiersnek volt a segédedzője. 2006-ban az Akron Zipshez igazolt. 2011 és 2012 között az amerikai U23-as válogatottnál töltött be edzői pozíciót. 2013-ban az első osztályban szereplő Portland Timbers vezetőedzője lett. A 2015-ös MLS-döntőben, a Columbus Crew-t 2–1-re legyőzve megszerezték a bajnoki címet. 2019-ben a Columbus Crew szerződtette. A 2020-as szezonban Porter megszerezte második bajnoki trófeáját edzőként.

## Edzői statisztika
2025. április 12. szerint

| Csapat                 | Nemzet                    | –tól               | –ig                | Mérkőzések | Mérkőzések | Mérkőzések | Mérkőzések | Mérkőzések |
| Csapat                 | Nemzet                    | –tól               | –ig                | M          | Gy         | V          | D          | Gy %       |
| ---------------------- | ------------------------- | ------------------ | ------------------ | ---------- | ---------- | ---------- | ---------- | ---------- |
| Portland Timbers       | Amerikai Egyesült Államok | 2013. január 8.    | 2017. november 17. | 202        | 85         | 57         | 60         | 42,1       |
| Columbus Crew          | Amerikai Egyesült Államok | 2019. január 4.    | 2022. október 10.  | 137        | 52         | 39         | 46         | 38,0       |
| New England Revolution | Amerikai Egyesült Államok | 2023. december 19. | jelenleg is        | 50         | 15         | 8          | 27         | 30,0       |
| Összesen               | Összesen                  | Összesen           | Összesen           | 390        | 153        | 104        | 133        | 39,2       |

## Sikerei, díjai

### Edzőként
Portland Timbers
- MLS
  - Bajnok (1): 2015

Columbus Crew
- MLS
  - Bajnok (1): 2020

- Campeones Cup
  - Győztes (1): 2021

Egyéni
- MLS – Az Év Edzője: 2013